# Buddleja montana
Buddleja montana là một loài thực vật có hoa trong họ Huyền sâm. Loài này được Britton mô tả khoa học đầu tiên năm 1897.